# La llegenda del llibre segellat
La llegenda del llibre segellat (xinès simplificat: 天书奇谭, pinyin: Tiānshū qí tán) és una pel·lícula d'animació produïda per Shanghai Animation Film Studio l'any 1983. Va ser dirigida per Wang Shuchen i Qian Yunda, basant-se en capítols de l'obra literària clàssica Ping Yao Zhuan de Feng Menglong. Amb 90 minuts de durada, és el tercer llargmetratge d'animació de la història xinesa, i l'únic amb una trama original entre els sis llargmetratges d'animació clàssics de Shanghai Animation Film Studio. El 2019, la versió restaurada de Tianshu qi tan es va estrenar al Festival Internacional de Cinema de Xangai. El 5 de novembre de 2021, es publicà l'edició commemorativa restaurada a definició 4K.

## Història
La pel·lícula va ser concebuda per la BBC, que oferí la història a Shanghai Animation Film Studio, en el context de l'apertura i reforma xinesa. Tanmateix, l'equip xinés no va quedar satisfet amb el guió i el va reescriure. En aquell lapse de temps, la BBC abandona el projecte per restriccions financeres, quedant el projecte exclusivament en mans xineses.